# La colonna infame
Pour plus de détails, voir Fiche technique et Distribution.
La colonna infame est un film italien réalisé par Nelo Risi, sorti en 1973.
Le film est adapté de Histoire de la colonne infâme d'Alessandro Manzoni.

## Fiche technique
- Titre : La colonna infame
- Réalisation : Nelo Risi
- Scénario : Nelo Risi et Vasco Pratolini d'après Histoire de la colonne infâme d'Alessandro Manzoni
- Photographie : Giulio Albonico
- Montage : Gianmaria Messeri
- Musique : Giorgio Gaslini
- Pays d'origine : Italie
- Format : Couleurs
- Genre : drame
- Durée : 97 minutes
- Date de sortie : 1973

## Distribution
- Helmut Berger : Arconati
- Vittorio Caprioli : Guglielmo Piazza
- Francisco Rabal : Giacomo Mora
- Lucia Bosè : Chiara Mora
- Salvo Randone : Protofisico Settala
- Sergio Tofano : Président du Sénat
- Pierluigi Aprà : Sénateur Monti
- Annabella Incontrera : La maîtresse d'Arconati
- Philippe Hersent : Guglielmo Migliavacca
- Fiodor Chaliapine fils : Cardinal Federico
- Evar Maran (it) : Radaello